# Taras Bulba (película de 1962)
Tarás Bulba es una película basada libremente en la novela homónima de Nikolái Gógol. Los actores principales son Yul Brynner en el rol del personaje del título, un cosaco de las estepas ucranianas, y Tony Curtis como su hijo, Andréi. Fue dirigida por J. Lee Thompson.
Si bien se inspira en la obra
, es muy diferente de la misma en su trama y temas y se acerca más a la versión prorrusa de la novela, publicada en 1842, que a la primera edición de 1835.

## Argumento
La película comienza con una batalla entre los turcos y los polacos; éstos están a punto de ser derrotados hasta que la llegada de las tropas cosacas convierte su inminente derrota en victoria. Sin embargo, los polacos traicionan a los cosacos y los atacan después de la batalla; de este modo se convierten en dueños de Ucrania. Tarás Bulba, uno de los oficiales cosacos, regresa a su hogar ahora bajo el dominio polaco.
Años más tarde, Tarás envía a sus dos hijos; Andréi (Tony Curtis) y Ostap (Perry López) a la Academia de Kiev para estudiar, allí Andréi, el hijo mayor, se enamora de una princesa polaca Natalia Dubrov (interpretada por Christine Kaufmann) ante la ira de los polacos, quienes consideran a los cosacos como salvajes y hostigan a los hermanos. Finalmente, éstos huyen de Kiev y regresan a la morada paterna. Natalia es enviada por su padre a Dubno en castigo por enamorarse de un cosaco.
En ese momento los polacos solicitan a los cosacos que se alcen en armas para ayudarles en la guerra polaco-sueca. Cuando Andréi rehúsa, lo acusan de ser un cobarde; grave ofensa para un cosaco, la cual solo puede ser refutada mediante una prueba de valor. Andréi y su acusador cabalgan hasta llegar a un abismo que deben salvar; el difamador cae al vacío y muere, lo que prueba que Dios mismo está del lado de Andréi. Tarás reflexiona sobre las palabras de su hijo y traza un plan para traicionar a los polacos y liberar a Ucrania.
Tarás toma el mando de los cosacos y los conduce hacia Dubno, donde los polacos esperan que se les unan. En lugar de hacerlo, atacan al ejército polaco a los que obligan a refugiarse en la ciudad. Entonces los cosacos comienzan el sitio. El hambre y las enfermedades hacen estragos en la ciudad y Andréi se entera de que la joven que ama está allí, por lo cual decide entrar en secreto para rescatarla. Es capturado junto a su enamorada, a quien se la condena a ser quemada en la estaca por su relación con un cosaco. Andréi, para salvarla, acepta conducir a un grupo de polacos en una incursión para robar ganado y traerlo a la hambrienta ciudad.
Entretanto, cansados del sitio, numerosos cosacos dejan el campamento y regresan a sus hogares. Los incursores descubren la debilidad de las tropas cosacas y el comandante polaco ordena a todo su ejército un ataque masivo. Tarás Bulba encuentra a su hijo combatiendo en el bando enemigo y le da muerte por su traición. A continuación, se une a la retirada general de sus hombres hacia el borde de un barranco, allí los cosacos que habían abandonado el campo se reagrupan y atacan a los polacos empujándolos hacia el río que corre al pie del acantilado.
La película termina con la entrada victoriosa de los cosacos en Dubno que ahora es "una ciudad cosaca".

## Reparto
- Yul Brynner - Taras Bulba
- Tony Curtis - Andrei Bulba
- Perry López - Ostap Bulba
- Christine Kaufmann - Natalia
- Sam Wanamaker - Filipenko
- Brad Dexter - Shilo
- Guy Rolfe - Príncipe Grigori

## Filmación
La película fue producida por Harold Hetch y contó con varios nominados o ganadores de los Oscar como el director británico J. Lee Thompson (nominado por Los cañones de Navarone), el guionista Karl Tunberg (nominado por Ben Hur), el director de fotografía Joseph MacDonald (El baile de los malditos) y el compositor alemán Franz Waxman (ganador por El crepúsculo de los dioses y Un lugar en el sol).
Contó así mismo con Yul Brynner y Tony Curtis como «improbables padre e hijo» cosacos y con Christine Kaufmann una joven actriz austríaca de 17 años.
La acción transcurre en Ucrania; la película fue filmada en California (Estados Unidos) y Salta (Argentina).
El rodaje fue bien hasta que se hizo público el romance entre Tony Curtis, entonces casado con Janet Leigh, y Christine Kaufmann. El escándalo provocó varias semanas de retrasos en la grabación de la película disparándose el presupuesto a los siete millones de dólares. Tony Curtis acabaría divorciándose poco después casándose con Christine.

## Recepción
La película fue mal acogida por el público resintiéndose del trágico final llegando a perder la United Artists tres millones de dólares.

## Lanzamiento en DVD
El 25 de marzo de 2008 fue estrenada en DVD para las Regiones 1 y 2.